# Jürgen Eichler
Jürgen Eichler (* 4. Februar 1942) ist ein deutscher Laser-Physiker.
Eichler studierte in Berlin, Karlsruhe und Freiburg im Breisgau Physik. Nach seinem Diplom 1966 promovierte er 1969 in Karlsruhe und erlangte seine Habilitation 1972 an der TU Berlin. Er ist Professor an der Technischen Fachhochschule Berlin, wo er seit 1973 Lasertechnik und Technische Physik lehrt.
Er hat, teilweise mit seinem Bruder Hans Joachim Eichler, mehrere Bücher über Laser geschrieben und verfasste außerdem mehrere Physik-Lehrbücher für Ingenieure und Nebenfach-Physikstudenten.

## Schriften
- mit Hans Joachim Eichler: Laser – High Tech mit Licht, Springer 1995 (populärwissenschaftlich)
- mit Hans Joachim Eichler: Laser – Bauformen, Strahlführung, Anwendungen, Springer 1990, 6. Auflage 2006, ISBN 3540301496
- mit Alfred Böge: Physik für technische Berufe, Vieweg-Teubner 2008
- Physik – Grundlagen für das Ingenieursstudium, kurz und prägnant, Vieweg 1993, 3. Auflage 2007
- mit Peter Kurzweil, Bernhard Frenzel, Bernd Schiewe: Physik Aufgabensammlung. Für Ingenieure und Naturwissenschaftler, Vieweg 2008
- Laser und Strahlenschutz, Vieweg 1992